# Церковь в Паоае
Церковь Святого Августина (исп. Iglesia de San Agustín de Paoay) — это римско-католическая церковь муниципалитета Паоай провинции Северный Илокос на Филиппинах. Построенная в 1710 году, церковь славится оригинальным архитектурным решением, включая мощные контрфорсы по бокам и задней части здания.
Правительство Филиппин в 1973 году объявило церковь Паоай национальным культурным сокровищем Филиппин, а в 1993 году церковь была внесена в список Всемирного наследия (вместе с тремя другими барочными церквями Филиппин).

## История
Самое раннее упоминание района нахождения церкви относится к 1593 году, а в 1686 году эта территория стала независимым августинским приходом. Строительство здания нынешней церкви начал в 1694 году член ордена августинцев отец Антонио Эставильо. Церковь была достроена в 1710 году и заново освящена в 1896 году. Некоторые части церкви были повреждены в землетрясениях 1865 и 1885 годов, но позже были восстановлены по инициативе бывшей первой леди Имельды Маркос.

## Архитектура
Церковь Паоай является филиппинским примером барочной «архитектуры землетрясений» (термин предложен Алисией Косетенг) времён испанской колонизации — интерпретации европейского барокко, адаптированной к сейсмическим условиям страны благодаря использованию огромных контрфорсов по бокам и на задней части здания. Использование этой разновидности барокко было вызвано тем, что из-за сильных землетрясений многие более ранние церкви Филиппин были разрушены. Стены и фасад церкви выполненные в яванском стиле, напоминающем Боробудур.

### Контрфорсы
В числе самых ярких особенностей церкви Паоай — 24 огромных контрфорса толщиной около 1,67 м по бокам и на задней части здания, расширяющиеся от внешних стен. Ступенчатые контрфорсы по бокам здания, возможно, построены для легкого доступа к крыше.

### Стены
Церковные стены сделаны из больших коралловых камней в нижней части и кирпича на верхних уровнях. Использованный при строительстве раствор включает песок и известь с соком сахарного тростника, сваренным с листьями манго, кожей и рисовой соломкой.

### Фасад
Фасад заполнен массивным фронтоном, поднимающимся из земли и слегка наклонённым вперед. Квадратные пилястры и струнные карнизы разделяют фасад вертикально и горизонтально соответственно. На нижней части украшений нет. Готические особенности также присутствуют при использовании крестоцветов, в то время как на треугольном фронтоне видны китайские и дальневосточные элементы. Также есть зубцы, ниши, розетки и герб ордена августинцев. Фасад выполнен из кирпича на нижнем уровне и коралловых камней на верхнем уровне.

### Колокольня
К фасаду прилегает трехэтажная коралловая колокольня, построенная отдельно от церковного здания с правой стороны и напоминающая пагоду. Угловой камень колокольни был заложен в 1793 году. Колокольня находится на некотором расстоянии от церкви, это предусмотрено на случай землетрясения. Она служила наблюдательным постом в 1898 году для филиппинских революционеров, восставших против испанцев, и для филиппинских партизан, боровшихся с японскими солдатами во Второй мировой войне. Согласно историкам, колокольня для местных жителей служила символом статуса. Так, колокол звонил громче и дольше во время свадьбы человека из видной семьи, чем во время свадьбы бедняков.

## Реставрация
Местное правительство Северного Илокоса призывает реконструировать находящийся при церкви монастырь, который в настоящее время находится в руинах.

## Признание художественной ценности церкви
В соответствии с Указом Президента № 260 церковь Паоай была объявлена национальным культурным сокровищем в 1973 году. 11 декабря 1993 года церковь была признана объектом Всемирного наследия ЮНЕСКО вместе с церковью Святого Августина в Маниле, церковью Нуэстра Сеньора-де-ла-Асунсьон в Санта Мариа (провинция Южный Илокос) и церковью Святого Фомы из Вильянуэва в Миагао (провинция Илоило).